# Łukasz Łakomy
Łukasz Łakomy (Puławy, 18 gennaio 2001) è un calciatore polacco, centrocampista dello Young Boys.

## Carriera

### Club
Cresciuto calcisticamente nelle giovanili del Legia Varsavia, dal 2019 al 2021 colleziona 25 presenze e 3 reti con la squadra riserve. Il 12 gennaio 2021 viene acquistato dallo Zagłębie Lubin, con cui debutta in Ekstraklasa il 29 gennaio successivo, disputando l'incontro perso per 0-2 contro il Wisła Płock. 

### Nazionale
Ha giocato nelle nazionali giovanili polacche Under-15, Under-20 ed Under-21.

## Statistiche

### Presenze e reti nei club
Statistiche aggiornate al 18 aprile 2025.
| Stagione                 | Squadra                  | Campionato               | Campionato | Campionato | Coppe nazionali | Coppe nazionali | Coppe nazionali | Coppe continentali | Coppe continentali | Coppe continentali | Altre coppe | Altre coppe | Altre coppe | Totale | Totale |
| Stagione                 | Squadra                  | Comp                     | Pres       | Reti       | Comp            | Pres            | Reti            | Comp               | Pres               | Reti               | Comp        | Pres        | Reti        | Pres   | Reti   |
| ------------------------ | ------------------------ | ------------------------ | ---------- | ---------- | --------------- | --------------- | --------------- | ------------------ | ------------------ | ------------------ | ----------- | ----------- | ----------- | ------ | ------ |
| 2018-2019                | Legia Varsavia II        | 3L                       | 5          | 0          |                 | -               | -               |                    | -                  | -                  |             | -           | -           | 5      | 0      |
| 2019-2020                | Legia Varsavia II        | 3L                       | 15         | 0          | CP              | 3               | 0               |                    | -                  | -                  |             | -           | -           | 18     | 0      |
| 2020-gen. 2021           | Legia Varsavia II        | 3L                       | 5          | 3          |                 | -               | -               |                    | -                  | -                  |             | -           | -           | 5      | 3      |
| Totale Legia Varsavia II | Totale Legia Varsavia II | Totale Legia Varsavia II | 25         | 3          |                 | 3               | 0               |                    | -                  | -                  |             | -           | -           | 28     | 3      |
| gen.-giu. 2021           | Zagłębie Lubin           | EK                       | 8          | 0          | CP              | 1               | 0               |                    | -                  | -                  |             | -           | -           | 9      | 0      |
| 2021-2022                | Zagłębie Lubin           | EK                       | 20         | 1          | CP              | 1               | 0               |                    | -                  | -                  |             | -           | -           | 21     | 1      |
| 2022-2023                | Zagłębie Lubin           | EK                       | 34         | 4          | CP              | 1               | 0               |                    | -                  | -                  |             | -           | -           | 35     | 4      |
| Totale Zaglebie Lubin    | Totale Zaglebie Lubin    | Totale Zaglebie Lubin    | 62         | 5          |                 | 3               | 0               |                    | -                  | -                  |             | -           | -           | 65     | 5      |
| 2023-2024                | Young Boys               | SL                       | 29         | 2          | CS              | 2               | 0               | UCL+UEL            | 2+2                | 0+0                | -           | -           | -           | 35     | 2      |
| 2024-2025                | Young Boys               | SL                       | 24         | 0          | CS              | 1               | 0               | UCL                | 7                  | 1                  | -           | -           | -           | 32     | 1      |
| Totale Young Boys        | Totale Young Boys        | Totale Young Boys        | 53         | 2          |                 | 3               | 0               |                    | 11                 | 1                  |             | -           | -           | 67     | 3      |
| Totale carriera          | Totale carriera          | Totale carriera          | 111        | 8          |                 | 7               | 0               |                    | 7                  | 1                  |             | -           | -           | 125    | 9      |

## Palmarès
- Campionato svizzero: 1

Young Boys: 2023-2024